# 阿拉伯角魴鮄
阿拉伯角魴鮄，為輻鰭魚綱鮋形目牛尾魚亞目角魚科的其中一種，分布於西印度洋區的阿曼及阿拉伯海東部海域，棲息深度26-210公尺，體長可達19.8公分，為底棲性魚類，生活在大陸棚及大陸坡，屬肉食性，可做為食用魚。

## 擴展閱讀
維基物種上的相關：阿拉伯角魴鮄